# Vergara (Urugvaj)
Vergara je mali grad u departmanu Treinta y Tres na istoku Urugvaja. Nalazi se 54 kilometara sjeveroistočno od sjedišta departmana, na mjestu gdje se križaju autoceste broj 18 sa sjeverozapada i 91 s jugoistoka. Prema popisu stanovništva iz 2011. godine Vergara ima 3.810 stanovnika.
Naselje je osnovano 10. ožujka 1903. kao selo (pueblo) sa svega nekoliko kuća. Status grada Vergara je dobila državnom odredbom 13. prosinca 1994. godine.

## Stanovništvo
Prema popisu stanovnika iz 2011. godine Vegara ima 3.810 stanovnika.
| Godina | Stanovništvo |
| ------ | ------------ |
| 1963.  | 2.837        |
| 1975.  | 2.826        |
| 1985.  | 3.379        |
| 1996.  | 3.983        |
| 2004.  | 3.985        |
| 2011.  | 3.810        |

- Izvor: Državni statistički zavod Urugvaja.[3]

## Vanjske poveznice
- (šp.) Nuestra Terra, Colección Los Departamentos, Vol.4 "Treinta y Tres"  Arhivirana inačica izvorne stranice od 22. ožujka 2016. (Wayback Machine)